# June Foulds
Pour les articles homonymes, voir Foulds.
June Florence Foulds, née le 13 juin 1934 et morte le 6 novembre 2020, est une athlète britannique.

## Biographie
June Foulds a fêté son premier succès aux Championnats d'Europe de 1950 à Bruxelles. Elle y remportait le titre en relais 4 × 100 m avec Eileen Hay, Jean Desforges et Dorothy Hall. Sur 100 m, elle remportait le bronze.
Aux Jeux olympiques d'été de 1952 à Helsinki, elle remportait le bronze avec en relais avec Sylvia Cheeseman, Jean Desforges et Heather Armitage. Quatre ans plus tard, à Melbourne, le relais britannique composé également d'Anne Pashley, Jean Scrivens et Heather Armitage se classait deuxième derrière le relais australien.
Aux jeux de l'Empire britannique et du Commonwealth de 1958, elle obtenait le titre en relais avec Dorothy Hyman, Heather Young et Madeleine Weston.

## Palmarès

### Jeux olympiques d'été
- Jeux olympiques d'été de 1952 à Helsinki ( Finlande)
  - éliminée en série sur 100 m
  -  Médaille de bronze en relais 4 × 100 m
- Jeux olympiques d'été de 1956 à Melbourne ( Australie)
  - éliminée en demi-finale sur 100 m
  - 5e sur 200 m
  -  Médaille d'argent en relais 4 × 100 m

### Jeux de l'Empire britannique et du Commonwealth
- Jeux de l'Empire britannique et du Commonwealth de 1958 à Cardiff ( Pays de Galles)
  - 5e sur 100 y
  - 4e sur 220 y
  -  Médaille d'or en relais 4 × 110 y

### Championnats d'Europe d'athlétisme
- Championnats d'Europe d'athlétisme de 1950 à Bruxelles ( Belgique)
  -  Médaille de bronze sur 100 m
  -  Médaille d'or en relais 4 × 100 m
- Championnats d'Europe d'athlétisme de 1958 à Stockholm ( Suède)
  - abandon sur 200 m